# Rio Vichada
O rio Vichada é um rio que se encontra principalmente na Colômbia, é um dos rios negros da América do Sul e tem uma grande extensão, se inicia na fronteira entre Venezuela e Colômbia, no rio Orinoco e termina no mesmo país, a Colômbia.